# Барабашівська волость
Барабашівська волость — адміністративно-територіальна одиниця Ізюмського повіту Харківської губернії з центром у селі Барабашівка.
Станом на 1885 рік складалася з 9 поселень, 6 сільських громад. Населення — 1581 осіб (873 чоловічої статі та 708 — жіночої), 306 дворових господарств.
|                     | Площа, десятин | У тому числі орної, дес. |
| ------------------- | -------------- | ------------------------ |
| Сільських громад    | 1560           | 1422                     |
| Приватної власності | 10605          | 7901                     |
| Іншої власності     | —              | —                        |
| Загалом             | 12165          | 9323                     |

Основні поселення волості:
- Барабашівка (Савинова) — колишнє власницьке село за 20 верст від повітового міста, 267 осіб, 55 дворів, православна церква.
- Андріївка — колишнє власницьке село, 347 осіб, 55 дворів, винокурний завод.